# Biatlon op de Olympische Winterspelen 1980
Biatlon is een van de sporten die beoefend werden tijdens de Olympische Winterspelen 1980 in Lake Placid, Verenigde Staten. De wedstrijden vonden plaats in het Lake Placid Olympic Sports Complex Cross Country Biathlon Center.

## Heren

### 10 kilometer sprint
| Rang   | Sporter(s)       | Land | Tijd     | Pen. |
| ------ | ---------------- | ---- | -------- | ---- |
| Goud   | Frank Ullrich    | GDR  | 32:10.69 | 2    |
| Zilver | Vladimir Alikin  | URS  | 32:53.10 | 0    |
| Brons  | Anatoli Aljabjev | URS  | 33:09.16 | 1    |
| 4      | Klaus Siebert    | GDR  | 33:32.76 | 2    |
| 5      | Kjell Søbak      | NOR  | 33:34.64 | 1    |
| 6      | Peter Zelinka    | TCH  | 33:45.20 | 1    |
| 7      | Odd Lirhus       | NOR  | 34:10.39 | 2    |
| 8      | Peter Angerer    | FRG  | 34:13.43 | 4    |

### 20 kilometer individueel
| Rang   | Sporter(s)         | Land | Tijd       | Pen. |
| ------ | ------------------ | ---- | ---------- | ---- |
| Goud   | Anatoli Aljabjev   | URS  | 1:08:16.31 | 0    |
| Zilver | Frank Ullrich      | GDR  | 1:08:27.79 | 3    |
| Brons  | Eberhard Rösch     | GDR  | 1:11:11.73 | 2    |
| 4      | Svein Engen        | NOR  | 1:11:30.25 | 3    |
| 5      | Erkki Antila       | FIN  | 1:11:32.32 | 4    |
| 6      | Yvon Mougel        | FRA  | 1:11:33.60 | 3    |
| 7      | Vladimir Barnasjov | URS  | 1:11:49.49 | 4    |
| 8      | Vladimir Alikin    | URS  | 1:12:05.30 | 6    |

### 4 x 7,5 kilometer estafette
| Rang   | Sporter(s)                                                             | Land | Tijd       | Pen. |
| ------ | ---------------------------------------------------------------------- | ---- | ---------- | ---- |
| Goud   | Vladimir Alikin Aleksandr Tichonov Vladimir Barnasjov Anatoli Aljabjev | URS  | 1:34:03.27 | 0    |
| Zilver | Mathias Jung Klaus Siebert Frank Ullrich Eberhard Rösch                | GDR  | 1:34:56.99 | 3    |
| Brons  | Franz Bernreiter Hans Estner Peter Angerer Gerhard Winkler             | FRG  | 1:37:30.26 | 2    |
| 4      | Svein Engen Kjell Søbak Odd Lirhus Sigleif Johansen                    | NOR  | 1:38:11.76 | 3    |
| 5      | Yvon Mougel Denis Sandona André Geourjon Christian Poirot              | FRA  | 1:38:23.36 | 0    |
| 6      | Rudolf Horn Franz-Jozef Weber Josef Koll Alfred Eder                   | AUT  | 1:38:32.02 | 4    |
| 7      | Keijo Kuntola Erkki Antila Kari Saarela Raimo Seppanen                 | FIN  | 1:38:50.84 | 6    |
| 8      | Martin Hagen Lyle Nelson Donald Nielsen Peter Hoag                     | USA  | 1:39:24.29 | 0    |

## Medaillespiegel
| Plaats | Land                     | NOC    | Goud | Zilver | Brons | Totaal |
| ------ | ------------------------ | ------ | ---- | ------ | ----- | ------ |
| 1      | Sovjet-Unie              | URS    | 2    | 1      | 1     | 4      |
| 2      | DDR                      | GDR    | 1    | 2      | 1     | 4      |
| 3      | Bondsrepubliek Duitsland | FRG    | 0    | 0      | 1     | 1      |
| Totaal | Totaal                   | Totaal | 3    | 3      | 3     | 9      |